# Эффект Барнума
Эффе́кт Ба́рнума, также эффе́кт Фо́рера, эффе́кт субъекти́вного подтвержде́ния — общее наблюдение, согласно которому люди крайне высоко оценивают точность таких описаний их личности, которые, как они предполагают, созданы индивидуально для них, но которые на самом деле неопределённы и достаточно обобщены, чтобы их можно было с таким же успехом применить и ко многим другим людям. Эффектом Барнума можно частично объяснить феномен широкой популярности астрологических гороскопов, хиромантии, гомеопатии, дизайна человека и прочих псевдонаук. Также отмечается его влияние в соционике. Влияниe эффекта также присутствует в некоторых психологических тестах, результаты которых не позволяют отличить людей друг от друга.
Эффект назван в честь знаменитого американского шоумена Финеаса Барнума, который был известен своими психологическими манипуляциями и которому приписывают фразу «У нас есть что-нибудь для каждого». Предположительно, такое название эффекту дал психолог Пол Мил (англ. Paul Meehl).

## Эксперимент Форера
Данный эффект также называют эффектом Форера, по имени психолога Бертрама Форера (англ. Bertram R. Forer), который в 1948 году провёл психологический эксперимент, в котором показал действие этого эффекта. Он дал своим студентам специальный тест, чтобы по его результатам провести анализ их личностей. Однако вместо настоящей индивидуальной характеристики он давал всем один и тот же расплывчатый текст, взятый из гороскопа. Затем он попросил каждого студента по пятибалльной шкале оценить соответствие описания их личности действительности, — средней оценкой было 4,26. На оценку точности описания студентов повлиял в том числе и авторитет преподавателя. Впоследствии эксперимент был повторён сотни раз независимыми исследователями.
В одном из исследований, изучавшем влияние этого эффекта, студенты получали оценку своей личности по MMPI и исследователи оценили их ответы. Исследователи составили точные оценки личностей студентов, но дали студентам как точную оценку, так и оценку, использующую поддельные обобщенные описания. Затем студентов попросили выбрать, какую оценку они считают своей. Более половины студентов (59 %) выбрали поддельную оценку.

### Описание, которое давал студентам Форер
Вы очень нуждаетесь в том, чтобы другие люди любили и восхищались вами. Вы довольно самокритичны. У вас есть много скрытых возможностей, которые вы так и не использовали себе во благо. Хотя у вас есть некоторые личные слабости, вы в общем способны их нивелировать. Дисциплинированный и уверенный с виду, на самом деле вы склонны волноваться и чувствовать неуверенность. Временами вас охватывают серьёзные сомнения, приняли ли вы правильное решение или сделали ли правильный поступок. Вы предпочитаете некоторое разнообразие, рамки и ограничения вызывают у вас недовольство. Также вы гордитесь тем, что мыслите независимо; вы не принимаете чужих утверждений на веру без достаточных доказательств. Вы поняли, что быть слишком откровенным с другими людьми — не слишком мудро. Иногда вы экстравертны, приветливы и общительны, иногда же — интровертны, осторожны и сдержанны. Некоторые из ваших стремлений довольно нереалистичны. Одна из ваших главных жизненных целей — стабильность. (Forer, 1949)

## «Таинство демагогии» по В. Л. Леви
Аналогичный текст предлагает читателю психотерапевт Владимир Леви в своей книге 1969 года «Я и Мы»: 
По натуре Вы доверчивый человек, но жизнь научила Вас осторожности. Лишь одному-двум людям Вы решаетесь доверить самое сокровенное, но и при этом всегда испытываете чувство невысказанности. С некоторых пор Вы поняли, что по самому большому счёту человек безысходно одинок, но Вы уже почти смирились с этим и рады, что есть по крайней мере немногие люди, с которыми об этом можно забывать. Вы довольно-таки упрямы, но Ваша воля иногда Вам отказывает, и это сильно переживается. Вам хотелось бы быть более уверенным в себе, в некоторые моменты Вы просто презираете себя за неуверенность — ведь, в сущности, Вы понимаете, что не хуже других. Бываете раздражительны, иногда не в силах сдержаться, особенно с близкими людьми, и потом жалеете о своих вспышках. Нельзя сказать, чтобы Вы не были эгоистичны, иногда даже очень, но вместе с тем Вы способны, забывая о себе, делать многое для других, и если взглянуть на Вашу жизнь в целом, то она представляет собой, пожалуй, во многих отношениях жертву ради тех, кто рядом с вами. Иногда Вам кажется, что Вас хитро и деспотично используют, Вас охватывает бессильное негодование. Много сил уходит на обыденщину, на нудную текучку, много задатков остается нереализованными, да что говорить… Вы уже давно видите, сколько у людей лжи, сколько утомительных, никому не нужных фарсов, мышиной возни, непроходимой тупости — всё это рядом, и сами Вы во всём этом участвуете, и Вам противно, — а всё же где-то, почти неосознанно, остаётся вера в настоящее, нет-нет и прорвётся. Вы самолюбивы и обидчивы, но по большей части умеете это скрывать. Вам свойственно чувство зависти, Вы не всегда в нём сознаётесь даже себе, но Вы способны от души радоваться успехам людей, Вам близких и симпатичных.
Чувство узнавания, возникающее у читателя, автор называет «эффектом неопределенности» или «таинством демагогии».

## Факторы, влияющие на эффект
- Субъект убеждён, что описание применимо только к нему.
- Субъект убеждён в авторитетности сформулировавшего описание.
- В описании присутствуют преимущественно позитивные характеристики.

При этом тип предварительной процедуры — научный или паранаучный — не влияет на восприятие испытуемыми личностных описаний: независимо от предшествующих процедур тривиальные описания принимаются испытуемыми очень хорошо.